# (6126) 1989 EW1
(6126) 1989 EW1 (1989 EW1, 1953 GC1, 1991 YL) — астероїд головного поясу.
Тіссеранів параметр щодо Юпітера — 3,642.